# Karl August von Elster
Karl August von Elster (* 28. August 1734 im Lager bei Cussolle; † 20. August 1802 in Oppeln) war ein preußischer Generalmajor und zuletzt Kommandant von Cosel.

## Leben

### Herkunft
Sein Vater war kursächsischer Hauptmann und später Landeshauptmann, seine Mutter war eine Gräfin von Colloredo.

### Militärlaufbahn
Elster wurde am 16. Mai 1755 Kadett in Berlin und kam dann am 28. August 1756 als Unteroffizier in das Dragonerregiment Nr. 1. Während des Siebenjährigen Krieges kämpfte er in den Schlachten von Prag, Kolin, Breslau, Liegnitz, Torgau und Reichenbach. Er war auch bei der Kapitulation der Sachsen bei Pirna sowie den Belagerungen von Prag, Dresden und Olmütz. In der Zeit wurde er am 11. März 1757 Fähnrich und am 29. September 1758 Sekondeleutnant.
Am 28. Mai 1769 wurde er zum Premierleutnant und am 14. Oktober 1772 zum Stabshauptmann befördert. Im Bayerischen Erbfolgekrieg kämpfte Elster im Gefecht in Brüx. Dafür erhielt er am 11. Februar 1779 den Orden Pour le Mérite. Am 3. November 1783 wurde er Major und Kompaniechef im Kürassierregiment Nr. 12. Dann am 22. Juni 1788 wurde er in das Kürassierregiment Nr. 9 versetzt, für eine gute Revue erhielt er am 7. Juli 1788 ein Geschenk von 100 Friedrichsdor. Am 16. Oktober 1790 wurde er Oberstleutnant und am 31. Januar 1793 Oberst mit Patent vom 1. Februar 1793. Am 19. Oktober 1796 wurde Elster dann zum Kommandanten des Kürassierregiments Nr. 9 ernannt sowie am 20. Mai 1801 zum Generalmajor befördert. Er war aber schon schwer krank. Daher wurde Elster am 9. August 1802 zum Kommandanten der Festung Cosel mit einem Gehalt von 1700 Talern ernannt. Er starb kurze Zeit später am 20. August 1802 in Oppeln.

### Familie
Elster heiratete am 6. April 1780 in Greifenhagen/Oder Karoline Katharina Elisabeth Charlotte von Seydlitz (* 1760; † 3. Januar 1809). Das Paar hatte mehrere Kinder, darunter:
- Charlotte
- Alexander Johann Gottlieb Karl (* 16. März 1782), Sekondeleutnant im Infanterie-Regiment Nr. 28
- Karl Ernst Josef Wilhelm Ludwig (* 16. August 1787), Sekondeleutnant im Infanterie-Regiment Nr. 55
- August Heinrich Ferdinand (* 1. September 1793), Schlesisches Kürassier-Regiment
- Friedrich Alexander Karl, 1806 Sekondeleutnant in der Oberschlesischen Füsilier-Brigade
- Karl (* 24. Februar 1795; † 2. März 1795)